# Saša
Saša ist eine slawische Schreibweise des Vornamens Sascha.

## Namensträger
- Saša Bjelanović (* 1979), kroatischer Fußballspieler
- Saša Ćirić (* 1968), mazedonischer Fußballspieler
- Saša Đorđević (* 1981), serbischer Fußballspieler
- Saša Gedeon (* 1970), tschechischer Regisseur
- Saša Hiršzon (* 1972), kroatischer Tennisspieler
- Saša Ilić (Fußballspieler, 1970) (* 1970), mazedonischer Fußballspieler
- Saša Ilić (Fußballspieler, 1977) (* 1977), serbischer Fußballspieler
- Saša Jovanović (* 1984), österreichischer Kampfsportler mit serbischen Wurzeln
- Saša Kalajdžić (* 1997), österreichischer Fußballspieler
- Saša Kekez (* 1983), deutscher Schauspieler kroatischer Herkunft
- Saša Kovačević (* 1973), serbischer Fußballspieler
- Saša Lukić (* 1996), serbischer Fußballspieler
- Saša Martinović (* 1984), deutsch-kroatischer Eishockeyspieler
- Saša Matić (* 1978), serbischer Musiker
- Saša Nestorović (* 1964), kroatischer Jazzmusiker (Tenorsaxophon, Sopransaxophon, Komposition)
- Saša Obradović (* 1969), serbischer Basketballtrainer und früherer -spieler
- Saša Papac (* 1980), bosnischer Fußballspieler
- Saša Rašilov (Schauspieler, 1891) (1891–1955), tschechischer Schauspieler und Kabarettist
- Saša Rašilov (Kameramann) (1936–2000), tschechischer Kameramann
- Saša Rašilov (Schauspieler, 1972) (* 1972), tschechischer Schauspieler
- Saša Simonović (* 1975), serbischer Fußballspieler
- Saša Stamenković (* 1985), serbischer Fußballspieler
- Saša Stanišić (* 1978), deutsch-bosnischer Schriftsteller
- Saša Vujačić (* 1984), slowenischer Basketballspieler
- Saša Živec (* 1991), slowenischer Fußballspieler

## Namensträgerinnen
- Saša Farič (* 1984), slowenische Freestyle-Skierin
- Saša Makarová (* 1966), österreichisch-slowakische zeitgenössische Malerin